# تظاهرات یهودیان اتیوپیایی در ژوئیه ۲۰۱۹ در اسرائیل

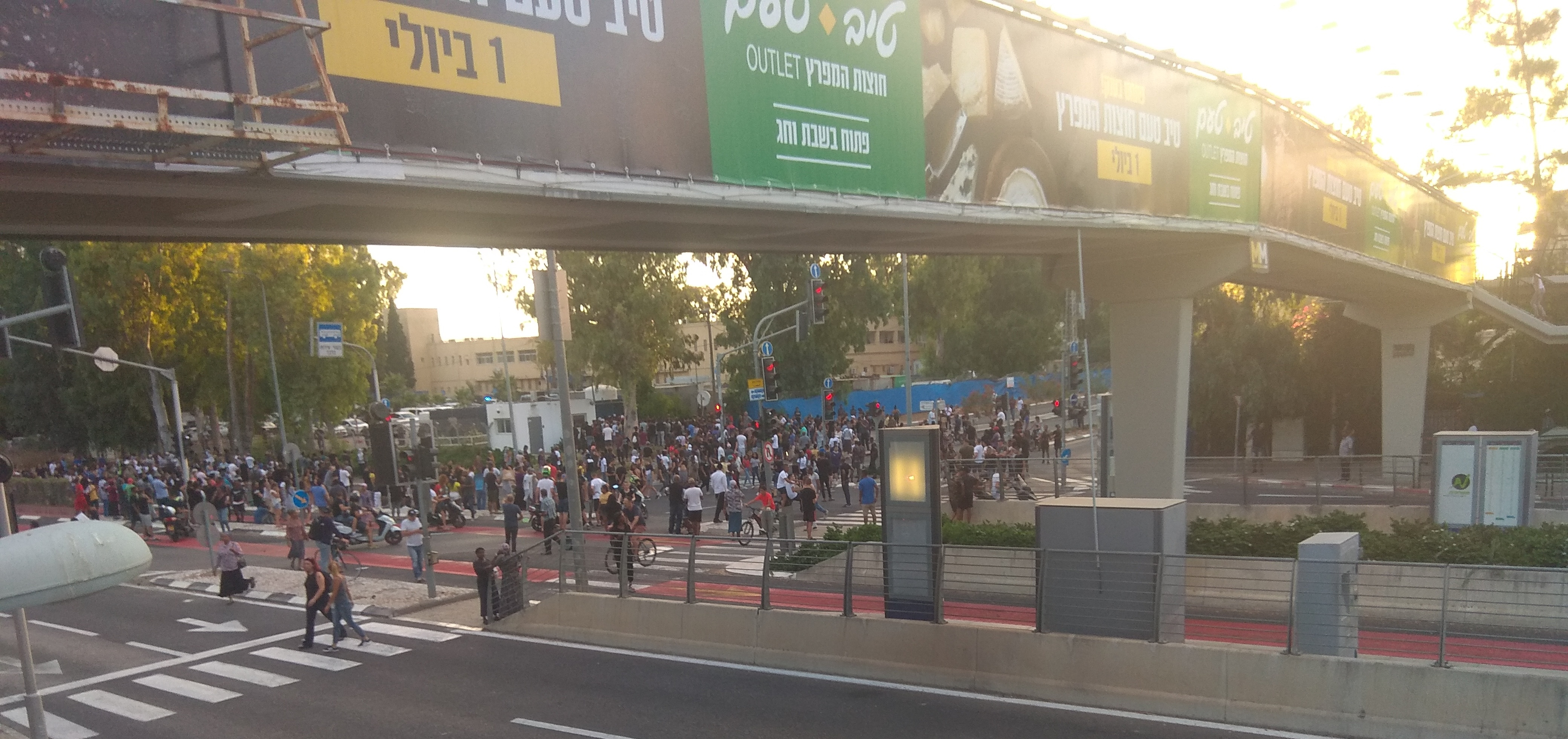
تظاهرات یهودیان اتیوپی در ژوئیه ۲۰۱۹ در اسرائیل

تظاهرات یهودیان اتیوپی در ژوئیه ۲۰۱۹ در اسرائیل دوره ناآرامی بود که توسط یهودیان اتیوپی در پاسخ به تیراندازی سلیمان تکا ۱۸ ساله به دست یک افسر پلیس اسرائیلی در کریات حیم، حیفا آغاز شد.
ده‌ها هزار معترض یهودی اتیوپیایی با پلیس اسرائیل درگیر شدند و حداقل ۱۵تقاطع را در سراسر اسرائیل مسدود کردند، در حالی که هزاران نفر در ازدحام ترافیک گیر کرده بودند. به گفته پلیس، درگیری بین معترضان و پلیس منجر به مجروح شدن حداقل ۱۱۰افسر و ۲۶نفر از اغتشاشگران و دستگیری حداقل ۱۳۰ تظاهرکننده شد.
در ابتدا پلیس قاطعانه با معترضان برخورد نکرد. چند ساعت بعد، پس از اینکه متوجه شدند وقایع از کنترل خارج شده‌اند، شروع به استفاده از روش‌های پراکنده شورش، از جمله استفاده از گاز اشک‌آور و نارنجک‌های شوکر کردند. خانواده تکا از تظاهرکنندگان درخواست کردند که اعتراض خود را به احترام شیوا (عزاداری) که بلافاصله پس از تشییع جنازه پسرشان در ۳ ژوئیه آغاز شد و اعتراضات متوقف شد، متوقف کنند. با این حال، سه روز بعد، رهبران جامعه اتیوپی تصمیم گرفتند تظاهرات سراسری را از سر بگیرند.

## زمینه
جامعه یهودیان اتیوپیایی اسرائیل حدود ۱۴۰۰۰۰نفر از ۹میلیون شهروند اسرائیل را تشکیل می‌دهند که بیش از ۵۰۰۰۰نفر در این کشور متولد شده‌اند. اگر چه این جامعه قرن‌ها از جهان یهود جدا شده بود، اما مقامات مذهبی اسرائیل آنها را یهودی می‌شناختند. دولت تلاش کرد تا ۸۰۰۰۰ اتیوپیایی را در دهه های۱۹۸۰ و۱۹۹۰ به اسرائیل منتقل کند.
در حالی که بسیاری از اتیوپیایی‌ها به خوبی در جامعه اسرائیل ادغام شده‌اند، بسیاری از آنها در نیروهای دفاعی اسرائیل (IDF) و پلیس، و دیگران در ورزش، سیاست یا سرگرمی خدمت می‌کنند، هنوز هم فقر گسترده، کمبود فرصت و آزار و اذیت معمول پلیس وجود دارد. بسیاری ابراز کرده‌اند که در معرض سوگیری سیستمیک قرار گرفته‌اند، شهروندان درجه دوم به حساب می‌آیند، یا مجبور هستند دائماً نگران آزار و اذیت پلیس به دلیل رنگ پوست خود باشند. بر اساس گزارش رسانه‌های اسرائیلی، از سال ۱۹۹۷تاکنون ۱۱ اتیوپیایی توسط پلیس کشته شده‌اند. بسیاری از مهاجران و پناهندگان آفریقایی که در اسرائیل زندگی می‌کنند اظهار داشته‌اند که آنها نیز احساس خشم علیه این دولت کرده‌اند.
در سال۲۰۱۵، یک کلیپ که نشان می‌داد سرباز اتیوپیایی-اسرائیلی داماس پاکادا توسط پلیس مورد ضرب و شتم قرار می‌گیرد، تظاهراتی را به راه انداخت که ده روز به طول انجامید. این تظاهرات به تظاهرات خشونت‌آمیز تبدیل شد و پلیس اسرائیل از گاز اشک آور علیه تظاهرکنندگان استفاده کرد که در نتیجه آن ۷معترض و حداقل ۵۰افسر مجروح شدند. یکی از معترضان به بی‌بی‌سی گفت: «ما حاضر نیستیم بیش از این منتظر بمانیم تا به عنوان شهروندان برابر شناخته شویم. ممکن است چند ماه طول بکشد اما این اتفاق خواهد افتاد." اگرچه پاکادا، یک سرباز ارتش اسرائیل که در یک واحد سایبری کار می‌کرد، معتقد بود که این حادثه با انگیزه نژادپرستی بوده‌است، اما پرونده دادگاه بدون مجازات قابل توجهی برای متهمان بسته شد.
در موردی دیگر در ۱۸ژانویه ۲۰۱۹، یک جوان اتیوپیایی-اسرائیلی ۲۴ساله به نام یهودا بیادگا توسط افسران پلیس که گفته بودند چاقو در دست دارد کشته شد. خانواده وی اعلام کردند که او از بیماری روانی رنج می‌برد و داروهای خود را مصرف نکرده بود که مورد شلیک پلیس قرار گرفت. پس از قتل بیادگا، هزاران معترض به خیابان‌های تل آویو ریختند. حوادث قیام اعضای جامعه اتیوپیایی در اعتراض به خشونت پلیس و نژادپرستی پیش از این اتفاق افتاده بود، اما قتل یک اتیوپیایی ۱۸ساله در یک پارک به زودی تنش‌ها را دوباره شعله‌ور خواهد کرد.

## حادثه
در غروب ۳۰ ژوئن۲۰۱۹، یک افسر پلیس خارج از وظیفه در Kiryat Haim، محله ای در بخش شمالی شهر حیفا، به همراه همسر و سه فرزند کوچک خود به یک زمین بازی رفته بود. در حالی که آنجا بود، متوجه شد که برخی از نوجوانان پسر کوچک‌تری را مورد ضرب و شتم قرار می‌دهند. افسر وارد صحنه درگیری شد و سعی کرد آن را متلاشی کند. در میان این جوانان، سلیمان تکا، یک اتیوپیایی-اسرائیلی بود که در گوندار، اتیوپی به دنیا آمد و بزرگ شد و در حدود سال ۲۰۱۳، زمانی که ۱۲ ساله بود، با خانواده اش به اسرائیل نقل مکان کرد. افسر خود را شناسایی کرد و جوانان شروع به پرتاب سنگ به سمت او کردند. بر اساس بیانیه پلیس، افسر احساس کرد جانش در خطر است، و او را بر آن داشت تا از اسلحه خود علیه مهاجمان استفاده کند، یک گلوله اخطار شلیک کرد که به گفته او به سمت زمین شلیک شد، اما در عوض کمانه کرد و تکا را مورد اصابت قرار داد. کشته شده. جوانان دیگر و یکی از شاهدان محلی اعلام کردند که پلیس مورد حمله قرار نگرفته‌است و او فقط شروع به تیراندازی به جوانانی که در زمین بازی تجمع کرده بودند، کرده‌است.
تشییع جنازه تکا در ۳ ژوئیه برگزار شد.
در ۱۷ژوئیه، کانال۱۲ گزارش داد که معاینات پزشکی مقداری الکل در بدن تکا «دوبرابر سطح یک فرد مست» به همراه آثاری از حشیش پیدا کردند. «یک کارشناس در این زمینه» که مورد مشورت قرار گرفت اظهار داشت: «ترکیب این دو می‌تواند منجر به بی احتیاطی و ایجاد رفتار خشونت آمیز شود.» وکیل خانواده این گزارش را رد کرد و آن را تلاش دیگری برای لکه دار کردن نام تکا و توجیه قتل او در واقع دو بار کشتن او خواندند.
در ۴ فوریه ۲۰۲۰، افسر پلیس، که نامش تحت دستور گاف باقی مانده بود، توسط دادستان ایالتی به دلیل قتل از سهل انگاری متهم شد.

## اعتراضات
در پی این قتل، هزاران یهودی اتیوپیایی از ۲ژوئیه در چندین شهر اسرائیل شورش و تظاهرات برپا کردند. ده‌ها معترض تردد در بزرگراه‌های اصلی حیفا را مسدود کردند. فیلم‌های ویدئویی نشان می‌دهد که خودروهای متعددی در آتش می‌سوزند، و تصاویر دیگر نشان می‌دهد که معترضان روی یک خودرو می‌پرند و سعی می‌کنند شیشه‌های آن را بشکنند. در حالی که بسیاری از معترضان آرام بودند، برخی دیگر خشونت‌آمیز بودند و برخی خودروهای پلیس را تخریب کردند. در یک ویدئو، بسیاری از مردم در حال پیوستن به یکدیگر برای برگرداندن یک ماشین و آتش زدن در خیابان دیده می‌شوند که فریاد می‌زنند «به کشتار پایان دهید و به نژادپرستی پایان دهید». تقریباً ۲۰۰تظاهرکننده به خیابان‌های عفولا آمدند و در یک تقاطع اصلی ترافیک را مسدود کردند. در همین حال، تظاهرکنندگان با سوزاندن لاستیک‌ها در چهارراه‌های مهم در چندین شهر بزرگ اسرائیل، از جمله تل‌آویو و حیفا، سدهای موقتی ایجاد کردند. به دلیل مسدود شدن ۱۵تقاطع بزرگ توسط معترضان، حدود ۵۰۰۰۰ نفر در سراسر اسرائیل در ترافیک گیر کرده بودند.
خانواده تکا از تظاهرکنندگان خواستند دست از اعتراض بردارند و تا پایان هفت روز شیوا (عزاداری) صبر کنند و در ۳ژوئیه اعتراضات متوقف شد. اما سه روز بعد، رهبران جامعه اتیوپی جلسه ای شنبه برگزار کردند و تصمیم گرفتند تظاهرات را از سر بگیرند. موتی کوهن، کمیسر پلیس اسرائیل، ضمن اینکه معترضان را «قانون شکن» خواند، با ارسال پیامی به تمامی افسران پلیس اسرائیل از آنها خواست تا قبل از هر موج جدید اعتراضات خویشتن داری کنند. پلیس ابتدا به معترضان اجازه داد تا برخی از جاده‌ها را مسدود کنند و سعی کرد از هرگونه درگیری مستقیم با آنها جلوگیری کند. اما هنگامی که اطلاعات به روز شده در مورد تعداد افسران مجروح به دست ناظران رسید، اعلام شد که آنها شروع به سرکوب معترضان خواهند کرد. در نهایت، پلیس شروع به استفاده از زور برای پاکسازی جاده‌های مسدود کرد، در حالی که به‌طور همزمان از تاکتیک مذاکره با رهبران جامعه استفاده کرد. پلیس با استفاده از انواع روش‌های پراکنده شورش، از جمله گاز اشک‌آور و نارنجک‌های شوکر، شروع به غلبه بر آشوب‌گران کرد. با این وجود، در حومه حیفا در کریات آتا، توده ای متشکل از یک هزار نفر در یک ایستگاه پلیس تجمع کردند، جایی که برخی از معترضان موفق شدند نارنجک‌های دودزا را به داخل ساختمان پرتاب کنند.
پلیس گفت که در مجموع بیش از ۱۳۰معترض را دستگیر کرده و بیش از ۱۱۰افسر در این درگیری‌ها زخمی شده‌اند. در میان صدها شرکت کننده، بسیاری شعار می‌دادند: «خون به خون فرقی ندارد. ما همه انسان هستیم.» برخی از شعارهای جنبش زندگی سیاهپوستان در ایالات متحده مهم است، شعار می‌دادند، «من نمی‌توانم نفس بکشم.» یک معترض ۲۶ ساله به خبرگزاری فرانسه (AFP) گفت:
ما هر کاری از دستمان بر می‌آید انجام خواهیم داد تا مطمئن شویم پلیس از کشتن مردم به دلیل رنگ پوستشان جلوگیری می‌کند… نمی‌دانیم که آیا این اتفاق دوباره رخ خواهد داد یا نه، اما باید اطمینان داشته باشیم که دولت یا پلیس به ما تضمین می‌دهند. این نمی‌شود.
سپاه فوریت‌های پزشکی اسرائیل ستاره داوود سرخ (MDA) گزارش داد که برخی از افرادی که به دلیل مسدود شدن جاده‌ها توسط معترضان در ترافیک گیر کرده بودند، به کمک و دارو نیاز داشتند. در جریان این عملیات، شش آمبولانس MDA و چهار موتورسیکلت MDA و یک واحد مراقبت‌های ویژه متحرک توسط شورش‌گران‌سنگ‌انداز آسیب دیدند. سرویس‌های اورژانس گفتند که ۵۰نفر از جمله معترضان، افسران پلیس و حتی رانندگان تصادفی گرفتار در راهبندان‌های ناشی از محاصره را تحت مداوا قرار دادند. میکی روزنفلد، سخنگوی پلیس اعلام کرد که معترضان به افسران پلیس و غیرنظامیان حمله می‌کنند. وی افزود که افسر پلیس مورد نظر در بازداشت خانگی قرار گرفت و تحقیقات از سوی وزارت دادگستری آغاز شده‌است. یک قاضی اسرائیلی پیشنهاد کرد که یک تحقیق هفت روزه در مورد پرونده تکا انجام شود.

## واکنش‌ها
امیر پرتز، برنده انتخابات مقدماتی برای رهبری حزب کارگر اسرائیل در ۲ژوئیه، جشن پیروزی خود را به دلیل اعتراضات به تعویق انداخت. او گفت: «با توجه به شکاف عمیق [در جامعه اسرائیل] که در مقابل چشمان ما و اعتراض جامعه اتیوپی در حال تشدید است، تصمیم گرفتم جشن پیروزی خود را برگزار نکنم. این طغیان بیانگر حس تبعیض است که آنها برای سالیان متمادی دارند. فردا ما هر کاری را که لازم است برای اتحاد مجدد حزب و تبدیل آن به خانه سیاسی برای هر اسرائیلی انجام خواهیم داد.»
نخست‌وزیر بنیامین نتانیاهو در بیانیه ای ویدئویی گفت: «همه ما در سوگ مرگ غم‌انگیز سلیمان تکا جوان هستیم. می‌دانم که مشکلاتی وجود دارد که باید حل شود. ما سخت کار کرده‌ایم و باید برای حل آنها بیشتر تلاش کنیم. اما من از شما یک چیز می‌خواهم: از بستن جاده‌ها دست بردارید. ما ملت قانون هستیم، انسداد راه‌ها را تحمل نمی‌کنیم… من از شما می‌خواهم با رعایت قانون مشکلات را با هم حل کنیم.»
وزیر گیلاد اردان، وزیر امنیت عمومی اسرائیل، از قتل تکا ابراز تاسف کرد و بر حق اتیوپیایی‌ها برای تظاهرات غیرخشونت آمیز تأکید کرد و گفت: «ما برای حقوق مردم برای اعتراض مبارزه خواهیم کرد… اما هرج و مرج و هرج و مرج را تحمل نخواهیم کرد. ما ضربه بزرگی به نظم عمومی را تحمل نخواهیم کرد.» وی تأکید کرد که میزان دستگیری اتیوپیایی‌ها ۲۱درصد کاهش یافته‌است، و افزود: «حادثه وحشتناک در کریات حیم نشان دهنده فرآیندهایی نیست که پلیس اسرائیل طی کرده‌است… این تظاهرات از جامعه مشروع است، اما هر اعتراض دموکراتیک دارای محدودیت است که باید عبور کرد و پلیس نمی‌تواند چشم پوشی».
روون ریولین، رئیس‌جمهور اسرائیل از معترضان خواست تا آرامش داشته باشند و گفت: «از همه ما می‌خواهم مسئولانه و با اعتدال عمل کنیم. من می‌دانم که شما تمام تلاش خود را می‌کنید تا صدای اعتراض خود را منتقل کنید و تغییری را رهبری کنید که تماماً مربوط به اصلاح اشتباهات و ایجاد آینده ای بهتر است. هیچ‌کس نمی‌خواهد انتقام بگیرد… همه ما باید در این روند شریک باشیم. ما چاره دیگری نداریم. ما خانه دیگری نداریم… این یک جنگ داخلی نیست.»
موتی کوهن، کمیسر پلیس اسرائیل، معترضان را "قانون شکن" خواند و گفت: "قانون وجود دارد و راهی برای اعتراض وجود دارد. در کنار حقوق تظاهرکنندگان، تعهد به احقاق حقوق عمومی و شهروندان نیز وجود دارد. هیچ جایی برای حمله به نمایندگان دولت، نهادها یا علیه اموال وجود ندارد و قطعاً جایی برای بیدادگری‌های بی رویه وجود ندارد.
ورکاه (دیوید) تکه، پدر سلیمان، از تظاهرات حمایت کرد، اما خواستار آرامش شد و گفت: «می‌خواهم از مردم اسرائیل به خاطر حمایت‌شان از ما تشکر کنم. من از تظاهرکنندگان می‌خواهم که از خشونت استفاده نکنند و از پلیس می‌خواهم با خویشتن داری و مدارا رفتار کند. من نمی‌توانم پسرم را برگردانم، اما ما می‌خواهیم یک محاکمه عادلانه و یک سیستم حقوقی عادلانه وجود داشته باشد. پسرم آخرین باشد و دیگر فرزندی کشته نشود.»
امیر تکا، پسر عموی سلیمان، عقیده خود را بیان کرد که پسر عمویش کشته شده‌است، نه کشته. وی خاطرنشان کرد که سلیمان با ماشین برخورد نکرده یا در یک تصادف کاری کشته نشده‌است، بلکه به ضرب گلوله کشته شده‌است.